# 김현철 (연출가)
김현철은 대한민국 MBC 방송 PD이다. 대표작으로 MBC 다큐멘터리 《아마존의 눈물》이 있다. 배우자는 같이 근무했던 방현주 아나운서이다.

## 경력
- MBC 시사교양국 시사교양4부 책임프로듀서

## 수상
- 2011.03 방송통신위원회 방송대상 시상식 대상
- 2011.02 제2회 서울문화예술대상 방송다큐 대상
- 2010 MBC 창사 49주년 기념식 공로상
- 2003 YWCA 환경부문 작품상

## 작품
- 《아마존의 눈물》